# 我的初戀男友
《我的初戀男友》是由桃森三好創作的日本少女漫畫。在2003年至2006年期間於集英社發行的漫畫雜誌瑪格麗特上連載，從最初共3話的短期連載轉為長期連載。在2004年1月23日至2007年1月25日期間由集英社出版單行本，並在2011年9月25日至2011年11月25日期間出版文庫本。在2014年起作為瑪格麗特和別冊瑪格麗特50週年企劃的一部分推出動態漫畫版本。本作主要講述一對高中異性情侶之間純粹的初戀。本作曾在2005年的講談社漫畫獎和2006年的小學館漫畫賞獲得提名，單行本的總銷量在2006年7月突破180萬冊。
改編真人電視劇於2006年1月起播出，由黒川智花和細田善彦主演，以及由梶研吾執導。

## 劇情簡介
從小學開始就一直就讀女子學校的女高中生小千，在某一天被就讀男子學校的男高中生橋本告白，她的人生中第一次有了男朋友。然而因兩人從未有過與異性交往的經驗，他們經常不能理解對方的感受，亦或試圖裝酷但失敗。即便如此，他們仍在互相對諒對方的過程中逐漸拉近彼此之間的距離。

## 登場角色
小千／千尋
個性悠閒且略顯害羞的女高中生，就讀於女子學校西阪高中。從小學開始就一直就讀女子學校，沒有與異性交往的經驗。在中央阪車站被橋本告白後與其開始交往。
橋本
個性率直且略顯害羞男高中生，就讀於男子學校東阪高中。小學就讀男女子學校，沒有與異性交往的經驗。在中央阪車站對小千一見鐘情，向其告白後開始交往。
茶茶
小千的閨密和同班同學。與小千一樣從小就一直就讀女子學校，沒有與異性交往的經驗。喜歡阿勳。
阿勳
小千的幼稚園的同班同學，橋本的同班同學，轉學至東阪高中。興趣是攝影。喜歡茶茶。

## 出版書籍

### 漫畫
單行本
| 冊數 | 集英社        | 集英社                 | 東立出版社     | 東立出版社             |
| 冊數 | 發售日期      | ISBN                   | 發售日期       | ISBN                   |
| ---- | ------------- | ---------------------- | -------------- | ---------------------- |
| 1    | 2004年1月23日 | ISBN 978-4-08-847704-6 | 2005年7月15日  | ISBN 986-11-5874-X     |
| 2    | 2004年5月25日 | ISBN 978-4-08-847741-1 | 2005年7月15日  | ISBN 986-11-5875-8     |
| 3    | 2004年9月24日 | ISBN 978-4-08-847779-4 | 2005年10月25日 | ISBN 986-11-6619-X     |
| 4    | 2005年1月25日 | ISBN 978-4-08-847815-9 | 2005年12月8日  | ISBN 986-11-6620-3     |
| 5    | 2005年5月25日 | ISBN 978-4-08-847853-1 | 2006年4月18日  | ISBN 986-11-7162-2     |
| 6    | 2005年9月22日 | ISBN 978-4-08-847887-6 | 2006年7月18日  | ISBN 986-11-7671-3     |
| 7    | 2006年1月25日 | ISBN 978-4-08-846020-8 | 2006年9月28日  | ISBN 986-11-8175-X     |
| 8    | 2006年5月25日 | ISBN 978-4 08-846055-0 | 2006年12月1日  | ISBN 986-11-8554-2     |
| 9    | 2006年9月25日 | ISBN 978-4-08-8460895  | 2007年4月23日  | ISBN 978-986-11-9083-9 |
| 10   | 2007年1月25日 | ISBN 978-4-08-846129-8 | 2007年9月6日   | ISBN 978-986-11-9542-1 |

文庫本
| 冊數 | 集英社         | 集英社                 |
| 冊數 | 發售日期       | ISBN                   |
| ---- | -------------- | ---------------------- |
| 1    | 2011年9月16日  | ISBN 978-4-08-619255-2 |
| 2    | 2011年9月16日  | ISBN 978-4-08-619256-9 |
| 3    | 2011年10月18日 | ISBN 978-4-08-619257-6 |
| 4    | 2011年10月18日 | ISBN 978-4-08-619258-3 |
| 5    | 2011年11月18日 | ISBN 978-4-08-619259-0 |
| 6    | 2011年11月18日 | ISBN 978-4-08-619260-6 |

### 相關書籍
- 《PARTY！HANA 東日本大震災チャリティー漫画本》[日 17]；企劃：ななじ眺；編輯：葉月めぐみ；出版：；發售日期：2011年8月5日；ISBN 978-4-89-610201-7

## 真人電視劇
改編真人電視劇於2006年1月20日在影片網站GYAO!上首播，由黒川智花和細田善彥主演，以及由梶研吾執導。該電視劇的DVD於2006年7月21日由東北新社發行。

### 演員
- 小千：黒川智花[6]
- 橋本：細田善彦[6]
- 茶茶：悠城早矢[6]
- 阿勳：水嶋斐呂[6]
- ：秋山莉奈 [6]
- ：東海林愛美[6]
- ：奧村知史[6]
- ：窪田正孝[6]
- ：五十嵐隼士[6]

### 製作人員
- 導演：梶研吾[4]
- 腳本：土屋瞳[8]

### 主題曲
片頭曲

主唱、作詞、作曲：植村花菜；編曲：松岡基樹
片尾曲

主唱、作詞：Missing Link；作曲：YANAGIMAN

### 劇集列表
| 話數 | 首播日期      |
| ---- | ------------- |
| 1    | 2006年1月20日 |
| 2    | 2006年1月20日 |
| 3    | 2006年1月27日 |
| 4    | 2006年1月27日 |
| 5    | 2006年2月3日  |
| 6    | 2006年2月3日  |
| 7    | 2006年2月10日 |
| 8    | 2006年2月10日 |
| 9    | 2006年2月17日 |
| 10   | 2006年2月17日 |
| 11   | 2006年2月24日 |
| 12   | 2006年2月24日 |

### DVD
| 話數 | 日文標題 | 東北新社      | 東北新社 |
| 話數 | 日文標題 | 發售日期      | 規格編號 |
| ---- | -------- | ------------- | -------- |
| 1—12 | [ 7 ]    | 2006年7月21日 | TBD-9017 |
| 1—4  | [ 7 ]    | 2006年7月21日 | TBD-9132 |
| 5—8  | [ 7 ]    | 2006年7月21日 | TBD-9133 |
| 9—12 | [ 7 ]    | 2006年7月21日 | TBD-9134 |

## 動態漫畫
動態漫畫版本於2014年起作為瑪格麗特和別冊瑪格麗特50週年企劃的一部分在J:COM以及（現稱TELASA）等平台上發行。

### 配音員
- 小千：富岡美沙子[2]
- 橋本：村田太志[2]
- 茶茶：夏日凜子[2]

## 外部連結
- 我的初戀男友漫畫的官方網站[永久]
- 我的初戀男友電視劇的官方網站[永久]